# 1908
Il 1908 (MCMVIII in numeri romani) è un anno bisestile del XX secolo.

## Letteratura
- Gilbert Keith Chesterton pubblica L'uomo che fu Giovedì e Ortodossia

## Eventi
- Inghilterra: Charlotte Cooper vince il suo 5º titolo individuale a Wimbledon a 37 anni e 282 giorni, diventando la più anziana vincitrice del torneo.
- 24 gennaio: Robert Baden-Powell organizza in Inghilterra il primo gruppo scout.
- 27 gennaio: Philibert Jacques Melotte scopre Pasifae, satellite di Giove.
- 1º febbraio: Re Carlo I del Portogallo e Luigi Filippo di Braganza vengono colpiti a morte a Lisbona.
- 24 febbraio: la Basilica di Santa Maria Maggiore (Ispica) viene eretta a monumento nazionale.
- 9 marzo: Nasce L'Inter da degli ex-membri del Milan
- 21 marzo: il francese Henri Farman pilota il primo volo passeggeri.
- 30 giugno – Tunguska, Russia: un'enorme esplosione devasta 2.150 chilometri quadrati di foresta.
- 3 luglio: inizia la rivoluzione dei Giovani Turchi.
- 24 luglio – Londra, Inghilterra: Dorando Pietri, stremato dalla fatica, taglia per primo il traguardo della maratona olimpica sorretto da due giudici di gara. Per questo aiuto verrà poi squalificato e perderà la medaglia d'oro.
- 26 luglio: Nasce il Bureau Of Investigation (BOI), antesignano del Federal Bureau of Investigation (FBI).
- 24 agosto: dopo un'intensa lotta di potere, il sultano Abd al-Aziz del Marocco viene deposto, gli succede il fratello Abd al-Hafiz.
- 16 settembre: viene fondata la General Motors.
- 17 settembre – Virginia, USA: a Fort Myer  Thomas Selfridge è la prima persona a morire in un incidente aereo, il pilota Orville Wright è ferito seriamente, ma si riprenderà.
- 27 settembre: Henry Ford produce il primo modello della Ford T.
- 1º ottobre: negli Stati Uniti vengono messe in vendita le prime Ford Modello T, detta "Tin Lizzie" (nomignolo dato all'utilitaria). Rimarranno in produzione fino al 1927, vendendo più di 15 milioni di esemplari. L'impatto di questa pionieristica vettura è stato talmente enorme da segnare un punto di svolta non solo nella storia dell'automobile ma nella storia della società e dell'economia del '900.
- 5 ottobre: la Bulgaria dichiara la sua indipendenza dall'Impero ottomano, Ferdinando I di Bulgaria diventa zar.
- 6 ottobre: l'Imperatore d'Austria Francesco Giuseppe proclama l'annessione della Bosnia ed Erzegovina. Inizia la Crisi bosniaca.
- 28 ottobre: in Europa scoppia il Caso Daily Telegraph. Il giornale britannico Daily Telegraph pubblica una imbarazzante intervista al Kaiser Guglielmo II di Germania.
- 29 ottobre: l'ingegner Camillo Olivetti fonda a Ivrea la prima fabbrica di macchine da scrivere, divenuta poi una delle industrie più importanti a livello mondiale.
- 2 dicembre: l'imperatore Pu Yi ascende al trono all'età di due anni.
- 28 dicembre – Calabria e Sicilia: lunedì, ore 5,21 del mattino; un terremoto che raggiunge il 10º grado della scala Mercalli, accompagnato da un maremoto coinvolge le città di Reggio Calabria e Messina.

## Nati
Ci sono circa 1 810 voci su persone nate nel 1908; vedi la pagina Nati nel 1908 per un elenco descrittivo o la categoria Nati nel 1908 per un indice alfabetico.

## Morti
Ci sono circa 460 voci su persone morte nel 1908; vedi la pagina Morti nel 1908 per un elenco descrittivo o la categoria Morti nel 1908 per un indice alfabetico.

## Calendario
| Calendario 1908 | Calendario 1908 | Calendario 1908 | Calendario 1908 | Calendario 1908 | Calendario 1908 | Calendario 1908 | Calendario 1908 | Calendario 1908 | Calendario 1908 | Calendario 1908 | Calendario 1908 | Calendario 1908 | Calendario 1908 | Calendario 1908 | Calendario 1908 | Calendario 1908 | Calendario 1908 | Calendario 1908 | Calendario 1908 | Calendario 1908 | Calendario 1908 | Calendario 1908 | Calendario 1908 | Calendario 1908 | Calendario 1908 | Calendario 1908 | Calendario 1908 | Calendario 1908 | Calendario 1908 | Calendario 1908 | Calendario 1908 | Calendario 1908 |
| --------------- | --------------- | --------------- | --------------- | --------------- | --------------- | --------------- | --------------- | --------------- | --------------- | --------------- | --------------- | --------------- | --------------- | --------------- | --------------- | --------------- | --------------- | --------------- | --------------- | --------------- | --------------- | --------------- | --------------- | --------------- | --------------- | --------------- | --------------- | --------------- | --------------- | --------------- | --------------- | --------------- |
|                 | 1               | 2               | 3               | 4               | 5               | 6               | 7               | 8               | 9               | 10              | 11              | 12              | 13              | 14              | 15              | 16              | 17              | 18              | 19              | 20              | 21              | 22              | 23              | 24              | 25              | 26              | 27              | 28              | 29              | 30              | 31              |                 |
| Gennaio         | Me              | Gi              | Ve              | Sa              | Do              | Lu              | Ma              | Me              | Gi              | Ve              | Sa              | Do              | Lu              | Ma              | Me              | Gi              | Ve              | Sa              | Do              | Lu              | Ma              | Me              | Gi              | Ve              | Sa              | Do              | Lu              | Ma              | Me              | Gi              | Ve              |                 |
| Febbraio        | Sa              | Do              | Lu              | Ma              | Me              | Gi              | Ve              | Sa              | Do              | Lu              | Ma              | Me              | Gi              | Ve              | Sa              | Do              | Lu              | Ma              | Me              | Gi              | Ve              | Sa              | Do              | Lu              | Ma              | Me              | Gi              | Ve              | Sa              |                 |                 |                 |
| Marzo           | Do              | Lu              | Ma              | Me              | Gi              | Ve              | Sa              | Do              | Lu              | Ma              | Me              | Gi              | Ve              | Sa              | Do              | Lu              | Ma              | Me              | Gi              | Ve              | Sa              | Do              | Lu              | Ma              | Me              | Gi              | Ve              | Sa              | Do              | Lu              | Ma              |                 |
| Aprile          | Me              | Gi              | Ve              | Sa              | Do              | Lu              | Ma              | Me              | Gi              | Ve              | Sa              | Do              | Lu              | Ma              | Me              | Gi              | Ve              | Sa              | Do              | Lu              | Ma              | Me              | Gi              | Ve              | Sa              | Do              | Lu              | Ma              | Me              | Gi              |                 |                 |
| Maggio          | Ve              | Sa              | Do              | Lu              | Ma              | Me              | Gi              | Ve              | Sa              | Do              | Lu              | Ma              | Me              | Gi              | Ve              | Sa              | Do              | Lu              | Ma              | Me              | Gi              | Ve              | Sa              | Do              | Lu              | Ma              | Me              | Gi              | Ve              | Sa              | Do              |                 |
| Giugno          | Lu              | Ma              | Me              | Gi              | Ve              | Sa              | Do              | Lu              | Ma              | Me              | Gi              | Ve              | Sa              | Do              | Lu              | Ma              | Me              | Gi              | Ve              | Sa              | Do              | Lu              | Ma              | Me              | Gi              | Ve              | Sa              | Do              | Lu              | Ma              |                 |                 |
| Luglio          | Me              | Gi              | Ve              | Sa              | Do              | Lu              | Ma              | Me              | Gi              | Ve              | Sa              | Do              | Lu              | Ma              | Me              | Gi              | Ve              | Sa              | Do              | Lu              | Ma              | Me              | Gi              | Ve              | Sa              | Do              | Lu              | Ma              | Me              | Gi              | Ve              |                 |
| Agosto          | Sa              | Do              | Lu              | Ma              | Me              | Gi              | Ve              | Sa              | Do              | Lu              | Ma              | Me              | Gi              | Ve              | Sa              | Do              | Lu              | Ma              | Me              | Gi              | Ve              | Sa              | Do              | Lu              | Ma              | Me              | Gi              | Ve              | Sa              | Do              | Lu              |                 |
| Settembre       | Ma              | Me              | Gi              | Ve              | Sa              | Do              | Lu              | Ma              | Me              | Gi              | Ve              | Sa              | Do              | Lu              | Ma              | Me              | Gi              | Ve              | Sa              | Do              | Lu              | Ma              | Me              | Gi              | Ve              | Sa              | Do              | Lu              | Ma              | Me              |                 |                 |
| Ottobre         | Gi              | Ve              | Sa              | Do              | Lu              | Ma              | Me              | Gi              | Ve              | Sa              | Do              | Lu              | Ma              | Me              | Gi              | Ve              | Sa              | Do              | Lu              | Ma              | Me              | Gi              | Ve              | Sa              | Do              | Lu              | Ma              | Me              | Gi              | Ve              | Sa              |                 |
| Novembre        | Do              | Lu              | Ma              | Me              | Gi              | Ve              | Sa              | Do              | Lu              | Ma              | Me              | Gi              | Ve              | Sa              | Do              | Lu              | Ma              | Me              | Gi              | Ve              | Sa              | Do              | Lu              | Ma              | Me              | Gi              | Ve              | Sa              | Do              | Lu              |                 |                 |
| Dicembre        | Ma              | Me              | Gi              | Ve              | Sa              | Do              | Lu              | Ma              | Me              | Gi              | Ve              | Sa              | Do              | Lu              | Ma              | Me              | Gi              | Ve              | Sa              | Do              | Lu              | Ma              | Me              | Gi              | Ve              | Sa              | Do              | Lu              | Ma              | Me              | Gi              |                 |

## Premi Nobel
In quest'anno sono stati conferiti i seguenti Premi Nobel:
- per la Pace: Klas Pontus Arnoldson, Fredrik Bajer
- per la Letteratura: Rudolf Christoph Eucken
- per la Medicina: Paul Ehrlich, Il'ja Il'ič Mečnikov
- per la Fisica: Gabriel Lippmann
- per la Chimica: Ernest Rutherford